# Exotheca
Exotheca és un gènere de plantes de la família de les poàcies, ordre de les poals, subclasse de les commelínides, classe de les liliòpsides, divisió dels magnoliofitins.

## Taxonomia
- Exotheca abyssinica (Hochst. ex A. Rich.) Andersson
- Exotheca chevalieri (A. Camus) A. Camus ex M. Schmid